# Кресцентії

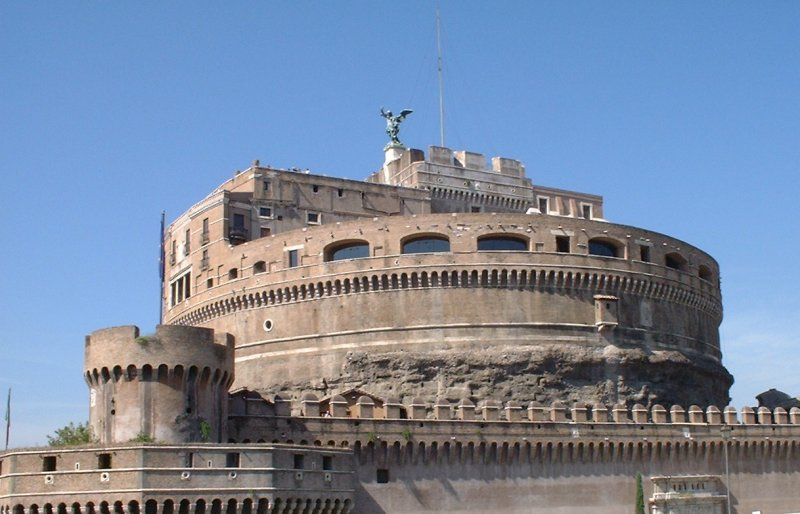
Замок Святого Ангела — цитадель Кресцентіїв у «вічному місті» (domum Crescentii)

Кресцентії або Крешенці (лат. Crescentii; італ. Crescenzi) — патриціанський рід, що правив Римом наприкінці X століття, після завершення 60-річного періоду порнократії. Край перебуванню Крешенці при владі поклала одночасна смерть 1012 року глави роду й лялькового папи Сергія IV, після чого дві гілки роду почали з'ясовувати відносини одне з одним.

## Загальні відомості
Відомостей про родинні зв'язки між різними патриціями на ім'я Кресцентій майже не збереглось. Вчені тільки здогадуються, ким вони доводились один одному, та за спільною для них всіх політикою протистояння графам Тускулумським припускають існування за цим іменем великого й могутнього клану феодалів.
Відомо, що основні володіння Кресцентіїв розташовувались у Сабінських пагорбах. В окрузі Рима вони зводили замки, куди виїжджали у роки політичних негараздів. Васали Кресцентіїв були зобов'язані за їхнім першим закликом з'являтись озброєними та захищати їх інтереси. Місцем їхнього перебування в Римі слугував замок Святого Ангела.
Економічна міць дозволила Кресцентіям монополізувати посаду римського префекта й під різними приводами спустошувати папську казну. Окрім графів Тускулумських, єдиним, хто міг протистояти їм в цьому, був імператор Священної Римської імперії. Західні імператори Оттон I, Оттон II і Генріх II проголошували себе захисниками папського престолу — передусім, від свавілля Кресцентіїв.

## Представники
Перший патрицій на ім'я Кресцентій з'явився у записах за 901 рік. 974 року інший Кресцентій (імовірно, нащадок попереднього) збунтувався проти папи Бенедикта VI та ув'язнив його в замку Святого Ангела, де він був убитий. На папський престол він поставив антипапу Боніфація, однак його одразу ж усунув підтриманий імператором Бенедикт VII.

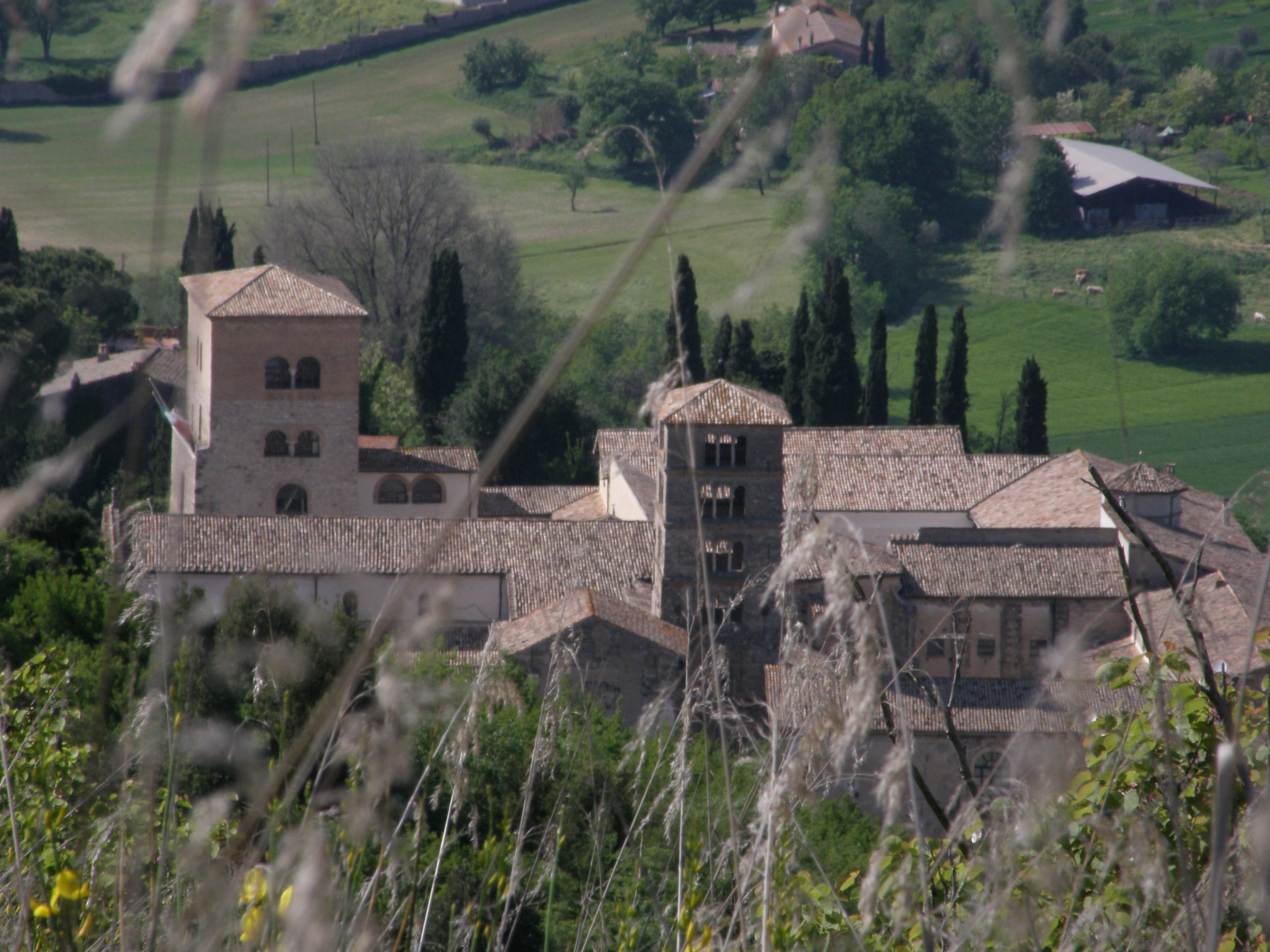
Абатство Фарфа — один з осередків протистояння Кресценціям у Лаціо

Після смерті Оттона II, який активно втручався до італійських справ, свавільні патриції здійняли голови і проштовхнули 985 року на папський престол свого ставленика, який узяв ім'я Івана XV. Наступне десятиріччя стало часом їхнього політичного тріумфу, проте обрання папи Григорія V завдало удару їхньому впливу в Римі. Коли Іоанн Кресцентій намагався заручитись підтримкою Візантії та усунути непокірного папу, його родич Оттон III не тільки відновив Григорія 998 року на престолі, але й узяв в облогу Кресцентія в замку Святого Ангела, де його й було страчено 29 квітня.
Іоанн II Кресцентій, син попереднього, після смерті Оттона повернувся в Рим із заміських володінь, прийняв титул патриція та правив містом до самої смерті 1012 року. Його спадкоємці, довідавшись про смерть покірного їм папи Сергія IV, привели в Латеранський палац нового «понтифіка», не потурбувавшись спитати думки про цю людину кардиналів. Така зухвалість призвела до обрання конклавом на престол кандидата, близького до Генріха II, під ім'ям Бенедикта VIII. Саме він остаточно розбив могутність Кресцентіїв.
До початку XII століття в джерелах згадуються дві гілки родини, що конкурували, стефаніанська й октавіанська. З надією повернути колишню могутність вони в середині XI століття підтримували  Сильвестра III й антипапу Бенедикта X, проте політичних дивідендів їм це не додало.